# Euphylidorea flavapila
Euphylidorea flavapila är en tvåvingeart som först beskrevs av Doane 1900.  Euphylidorea flavapila ingår i släktet Euphylidorea och familjen småharkrankar. Inga underarter finns listade i Catalogue of Life.